# Sant Menna
|  | Aquest article tracta sobre l'església de Sentmenat. Si cerqueu el sant, vegeu «Menna d'Egipte». |

Sant Menna és l'església parroquial de la vila de Sentmenat (el Vallès Occidental). Es tracta d'un edifici d'època moderna. A tocar del temple actual de Sant Menna hi ha l'antic campanar romànic de l'antiga església, avui desapareguda. Tant l'església actual com el campanar estan catalogats a l'Inventari del Patrimoni Arquitectònic de Catalunya. Hom ha constatat la presència d'un temple primigeni anterior al temple que acompanyava el campanar actual.

## Església
És una església de planta basilical, que manté la seva tipologia estructural quant a les distribucions actuals, amb la nau central més ampla i alta que les laterals. El seu frontis de murs estucats està bastant deteriorat i les diferents reformes, han afectat l'entrada principal i la part superior.
L'aspecte dels laterals deixa entreveure, en el mur de la planta superior (nau central) uns contraforts i unes obertures intercalades que descansen en l'inici de la teulada, a un sol aiguavés i que cobreix la nau lateral. Pràcticament podria semblar una arquitectura cega, degut a les poques entrades de llum que en general, té actualment el conjunt arquitectònic. La teulada que cobreix la nau central és a dos aiguavessos. El frontis està coronat per un petit campanar d'espadanya.
La dedicació a Sant Menna la confirmen pergamins dels anys 972-992 que consignen la forma llatinitzada "Sancti Miniatti", de la qual deriva el nom de la vila.
L'església actual està separada del lloc on hi havia estat l'antiga per una placeta i va ser bastida l'any 1744, si bé l'absis no va ser edificat fins a la primera meitat del segle xx. Dins l'església, hi ha una pica baptismal gòtica procedent possiblement de l'església anterior. La dedicació del temple va tenir lloc el dia 11 de febrer de 1745.